# Districten van Barcelona

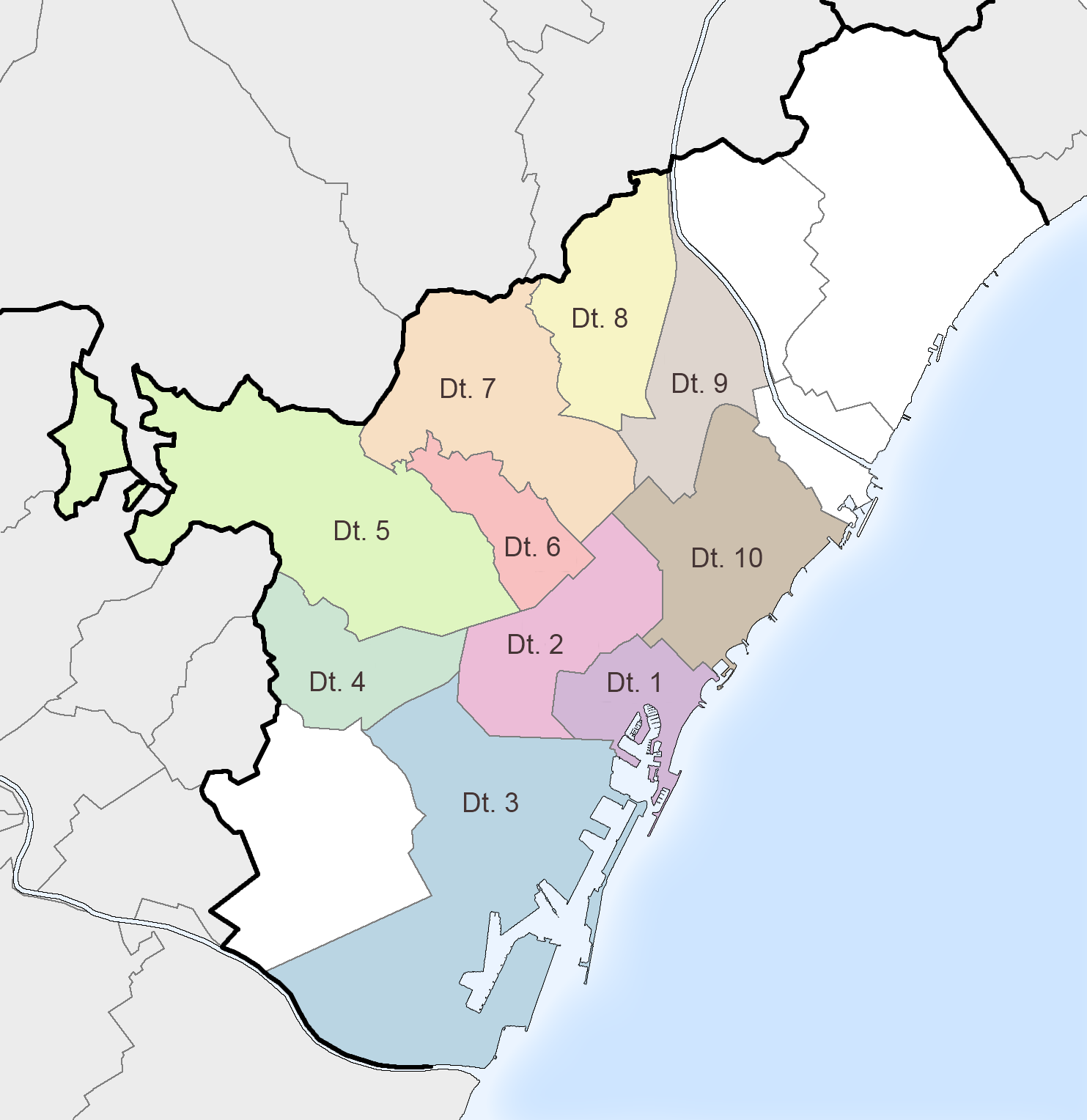
Kaart van de districten van Barcelona.

Barcelona is een metropool onderverdeeld in 10 districten.
| Nº | Districten          | Wijk (Spaans: barrios, Catalaans: barris) | Oppervlakte (km²) | Inwoners (2005) | Inw/km² | Burgemeester                 |
| -- | ------------------- | --- | ----------------- | --------------- | ------- | ---------------------------- |
| 1  | Ciutat Vella        | La Barceloneta, Gòtic, el Raval, Sant Pere, Santa Caterina i la Ribera. | 4,49              | 111.290         | 24.786  | Carles Martí i Jufresa       |
| 2  | Eixample            | L'Antiga Esquerra de l'Eixample, La Nova Esquerra de l'Eixample, Dreta de l'Eixample, Fort Pienc, Sagrada Família, Sant Antoni. | 7,46              | 262.485         | 35.586  | Assumpta Escarp i Gibert     |
| 3  | Sants-Montjuïc      | la Bordeta, la Font de la Guatlla, Hostafrancs, la Marina de Port, la Marina del Prat Vermell, el Poble-sec, Sants, Sants-Badal, Montjuïc*, Zona Franca*.                                                                                      | 21,35             | 177.636         | 8.321   | Immaculada Moraleda i Pérez  |
| 4  | Les Corts           | les Corts, la Maternitat i Sant Ramon, Pedralbes. | 6,08              | 82.588          | 13.584  | Montserrat Ballarín i Espuña |
| 5  | Sarrià-Sant Gervasi | El Putget i Farró, Sarrià, Sant Gervasi - Bonanova, Sant Gervasi - Galvany, les Tres Torres, Vallvidrera, Tibidabo i les Planes | 20,09             | 140.461         | 6.992   | Katty Carreras-Moysi         |
| 6  | Gràcia              | Vila de Gràcia, el Camp d'en Grassot i Gràcia Nova, la Salut, el Coll, Vallcarca i els Penitents. | 4,19              | 120.087         | 28.660  | Ricard Martínez i Monteagudo |
| 7  | Horta-Guinardó      | Baix Guinardó, Guinardó, Can Baró, el Carmel, la Font d'en Fargues, Horta, la Clota, Montbau, Sant Genís dels Agudells, la Teixonera, Vall d'Hebron.                                                                                           | 11,96             | 169.920         | 14.217  | Elsa Blasco i Riera          |
| 8  | Nou Barris          | Can Peguera, Canyelles, Ciutat Meridiana, Guineueta, Porta, Prosperitat, Roquetes, Torre Baró, Trinitat Nova, Turó de la Peira, Vallbona, Verdum, Vilapicina i Torre Llobeta                                                                   | 8,04              | 164.981         | 20.520  | José Ignacio Cuervo          |
| 9  | Sant Andreu         | Baró de Viver, Bon Pastor, Congrés i els Indians, Navas, Sant Andreu de Palomar, la Sagrera, Trinitat Vella | 6,56              | 142.598         | 21.737  | Jordi Hereu                  |
| 10 | Sant Martí          | Besòs i el Maresme, el Clot, Camp de l'Arpa del Clot, Diagonal Mar i Front Marítim del Poblenou, el Parc i Llacuna del Poblenou, Poblenou, Provençals del Poblenou, Sant Martí de Provençals, Verneda i la Pau, la Vila Olímpica del Poblenou. | 10,80             | 221.029         | 20.466  | Francesc Narváez             |